# راه‌چمن
راه‌چمن روستایی است از توابع بخش هلالی و در شهرستان جغتای استان خراسان رضوی ایران.

## جمعیت
این روستا در دهستان میان‌جوین قرار داشته و بر اساس سرشماری سال ۱۳۸۵ جمعیت آن ۱٬۳۷۲ نفر (۳۶۸ خانوار)
بوده‌است.
مردم این روستا به زبان ترکی سخن میگویند 
90 درصد روستا باسواد هستند-و 